# Elzunia coxeyi
Elzunia coxeyi är en fjärilsart som beskrevs av Fox 1941. Elzunia coxeyi ingår i släktet Elzunia och familjen praktfjärilar. Inga underarter finns listade i Catalogue of Life.